# 48 Heures pédestres de Surgères
Pour les articles homonymes, voir 48 Heures (homonymie).
Les 48 Heures pédestres de Surgères sont une course d'ultrafond qui a été l'hôte de plusieurs records du monde, elle fait partie des courses horaires consistant à parcourir un maximum de distance à pied en l'espace de 48 heures.

## Histoire
Les 48 Heures pédestres de Surgères sont une course annuelle d'ultrafond lancée en 1985 sur l'inspiration de Jean-Gilles Boussiquet. Elle a lieu à Surgères, en France, jusqu'en 2010. C'est un événement sur invitation seulement, qui a été l'hôte de nombreux records du monde.
La compétition n'a pas eu lieu en 1999 et a connu la dernière édition en 2010 qui a vu le départ de Michel Landret, directeur de l’événement,,.

## Records du monde
Records du monde réalisés lors des 48 Heures pédestres de Surgères d'après l'International Association of Ultrarunners (IAU) :
- Homme : 473,495 km par Yánnis Koúros  Australie (1996)
- Femmes : 397,103 km par Sumie Inagaki  Japon (2010)